# Brevet de technicien supérieur - Métiers de l'audiovisuel
Le Brevet de technicien supérieur possède une filière pour les métiers de l’audiovisuel. Selon les chiffres de l'ONISEP (2015), il y a 33 formations qui préparent en France au BTS « Métiers de l'audiovisuel », dont plus de la moitié (22 sur 32) dans le secteur public.

## Les différentes options et leurs débouchés
- Métiers de l’image : Spécialiste de l’image, de la lumière, du cadrage, capable d’utiliser différents types de caméras (vidéo). Pour devenir cadreur (ou opérateur de prise de vues ou caméraman), assistant opérateur de prise de vues, électro, machiniste (spectacle), éclairagiste…
- Métiers du son : Spécialiste de la prise de son, de la sonorisation et du mixage son. Pour exercer les métiers d'opérateur de prise de son, ingénieur du son, perchman, mixeur, régisseur (théâtre) son, en audiovisuel mais aussi en radio, spectacle vivant, enregistrement musical.
- Montage et postproduction : Spécialiste du montage vidéo et son, des trucages après le tournage et illustrations visuelles et sonores par logiciels spécialisés. Capable d’analyser les scénarios, de rythmer les séquences. Le monteur est responsable du matériel employé, de sa préparation et de sa vérification. Son travail de montage, image et son, se fait en collaboration avec le réalisateur. Il effectue mixage, bruitage, illustration sonore et effets spéciaux. 
  - L'assistant monteur : il est chargé des travaux préparatoires et consécutifs au montage. Il effectue la synchronisation, le repérage et le classement des rushes (dérushage).
  - Le chef monteur procède, dans l'esprit du scénario, à l'assemblage artistique et technique des images et des sons, donne au film le rythme et monte la partition musicale et les effets sonores. Voir aussi monteur-truquiste, infographiste.
- Techniques d'ingénierie et exploitation des équipements :  le technicien d'exploitation audiovisuel est chargé de la mise en œuvre d'équipements audio et vidéo. Les postes les plus courants sont : technicien vidéo, monteur truquiste en postproduction vidéo, technicien à la vision lors d'opérations de captations (mise en œuvre des caméras et équipements associés, chef d'équipements fixes ou mobiles (car régie - sport, variété, information, technicien de diffusion (télévision par satellite), technicien d'exploitation Multimédia.
- Gestion de production : le chargé de production est présent à toutes les étapes d'une réalisation audiovisuelle. Il participe au développement et à la préparation du projet, en chiffre le coût prévisionnel. Le projet lancé, il coordonne la mise en place et en œuvre des moyens matériels, humains et financiers : il établit les différents contrats (acteurs, techniciens, location de matériels…), organise le tournage, les déplacements, le logement, demande les autorisations nécessaires. Chargé du suivi financier de chaque production, il assure aussi la gestion du personnel, le suivi des contentieux. Il organise les relations avec les médias et le public.

La scolarité comprend de huit à dix semaines de mise en situation professionnelle (stage) sur deux ans.
Cette formation n’est pas à proprement parler une formation à tous les métiers du cinéma mais aux métiers de l’audiovisuel, principalement en vidéo numérique et haute définition. Par exemple, les technologies de caméra « film » et leur utilisation n'y sont pas enseignés. Elle permet néanmoins d’intégrer une école supérieure ou d’accéder, en évolution de carrière, à certains métiers du cinéma.

## Scolarité
La scolarité, telle que prévue par l'arrêté ministériel, comprend 1860 h de cours sur 2 ans. La répartition dépend de l'option choisie.
- Option « Gestion de la production ». Culture audiovisuelle et artistique (480 h) ; Anglais (180 h) ; Économie et gestion (300 h) ; Technologie des équipements et supports (240 h) ; Technique et mise en œuvre (660 h)
- Option « Métiers de l’image ». Culture audiovisuelle et artistique (480 h) ; Anglais (90 h) ; Sciences physiques (240 h) ; Économie et gestion (90 h) ; Technologie des équipements et supports (300 h) ; Technique et mise en œuvre (660 h)
- Option « Métiers du son ». Culture audiovisuelle et artistique (480 h) ; Anglais (90 h) ; Sciences physiques (240 h) ; Économie et gestion (90 h) ; Technologie des équipements et supports (300 h) ; Technique et mise en œuvre (660 h)
- Option « Techniques d’ingénierie et exploitation des équipements ». Culture audiovisuelle et artistique (360 h) ; Anglais (90 h) ; Sciences physiques (240 h) ; Économie et gestion (90 h) ; Technologie des équipements et supports (420 h) ; Technique et mise en œuvre (660 h)
- Option « Métiers du montage et de la postproduction ». Culture audiovisuelle et artistique (480 h) ; Anglais (90 h) ; Sciences physiques (240 h) ; Économie et gestion (90 h) ; Technologie des équipements et supports (300 h) ; Technique et mise en œuvre (660 h)

Le BTS Audiovisuel peut se préparer dans un établissement public ou privé. Le BTS Audiovisuel intègre un certain nombre de semaines de stage en entreprise obligatoires. Il peut aussi être préparé en formation initiale ou en alternance. Dans ce cas, la formation se déroule sur le schéma d'une pédagogie alternée à raison de 2 semaines en cours et deux semaines en entreprise. par exemple. 